# Bombylius marilynae
Bombylius marilynae är en tvåvingeart som beskrevs av Neal L. Evenhuis 1984. Bombylius marilynae ingår i släktet Bombylius och familjen svävflugor.
Artens utbredningsområde är Morelos (Mexiko). Inga underarter finns listade i Catalogue of Life.